# Simon Bohlmann
Simon Bohlmann (* 19. November 1986 in Berlin) ist ein ehemaliger deutscher Footballspieler.

## Laufbahn
Bohlmann spielte als Heranwachsender bei den Berlin Wildcats (bis 2000) sowie den Berlin Rebels (2001 bis 2005). Bei letzterem Verein schaffte er den Sprung in die Herrenmannschaft, für die er zwischen 2005 und 2008 in der zweiten Liga auf dem Rasen stand.
Im Vorfeld des Spieljahres 2009 schloss sich der 1,80 Meter messende Bohlmann, der im Herrenbereich meist als Linebacker (teils auch als Runningback, als Passverteidiger und Safety) eingesetzt wurde, den Braunschweig Lions an und wechselte somit in die bundesweit höchste Spielklasse, die GFL. Nach zunächst drei Jahren in Niedersachsen war Bohlmann 2012 wieder für die Berlin Rebels (mittlerweile in der GFL) im Einsatz. Zur Saison 2013 war er in Braunschweig zurück. Mit den Löwen wurde er 2013, 2014, 2015 und 2016 deutscher Meister, 2015, 2016, 2017 und 2018 gewann man darüber hinaus den Eurobowl. Als Teil der deutschen Nationalmannschaft sicherte er sich 2017 bei den World Games die Silbermedaille.
Im Mai 2019 gab Bohlmann aus gesundheitlichen Gründen seinen Rücktritt vom Leistungssport bekannt. Im Dezember 2019 trat er das Amt des Cheftrainers der Braunschweiger U19-Mannschaft an.